# Lepidium meyenii
La maca (Lepidium meyenii Walpers = Lepidium peruvianum G.Chacón) es una planta herbácea anual o bienal nativa de Perú, donde se cultiva por su hipocótilo comestible. Otros nombres comunes también son maca-maca, maino, ayak chichira, ayak willku.
Algunos narradores como Fray Antonio Vásquez de Espinoza en una descripción del año 1598 hace mención al consumo de esta planta por parte de los pobladores así como posteriormente Bernabé Cobo en el periodo que va desde 1603-1629. Posteriormente otros botánicos españoles la describen mínimamente como es el caso de Hipólito Ruiz López en su expedición botánica al Virreinato del Perú.

## Taxonomía
En 1990 la botánica Gloria Chacón de Popovici describió la maca domesticada y ampliamente cultivada como Lepidium peruvianum (Lepidium peruvianum Chacón sp. nov.) y su hábitat. Otros botánicos dudan hoy de esta distinción. El nombre latino reconocido actualmente por el USDA sigue siendo únicamente Lepidium meyenii. Hay un debate aún en curso acerca de la nomenclatura correcta, y sobre si la distinción entre L. meyenii y L. peruvianum botánicamente es correcta o si son la misma especie.
Es pequeña y achatada. Su raíz tuberosa se parece al rabanito y su color es amarillo, o morado, o amarillo con bandas moradas y roja.
Esta planta posee de doce a veinte hojas enteras y dentadas que descansan cerca del suelo. Esta roseta es ligeramente circular, y se forma desde el tallo y del eje central del fruto. Cuando sus hojas exteriores mueren, hay una constante formación de nuevas hojas desde el centro de la roseta.
El blanco-gris de sus flores autofecundas se elevan de un tallo central. Son típicamente parte de la familia de la mostaza. Sus semillas ovoides tienen aproximadamente 2mm. de longitud. La parte comestible de la planta es el tubérculo, porción de la planta en la que la
raíz se une al tallo. Estas “raíces” abultadas semejan peras invertidas tanto en tamaño (arriba de los 8  cm de diámetro), como en forma.

## Historia
Se ha encontrado evidencia antropológica del cultivo de la maca en el Perú desde el año de 1600 a. C. La maca era considerada por los incas como un regalo de los dioses. Ellos, además de cultivarla como alimento, la utilizaban en ceremonias religiosas para danzas y rituales. Las crónicas españolas cuentan que durante la conquista del Perú, los animales traídos de España no se reproducían con normalidad a esas alturas; los nativos advirtieron a los conquistadores que alimentaran a sus animales con maca; con lo que consiguieron alcanzar los niveles de reproducción normales. Es así que durante los cien primeros años de colonia formó parte de los tributos exigidos por el encomendador.
Con respecto a la maca, el padre Cobo, durante la época de la colonia, dijo: «la maca crece en los sitios más agrestes y fríos de la puna donde no hay posibilidades de cultivar ninguna otra planta alimenticia».
La Comisión de Productos Bandera (COPROBA), organismo del Gobierno del Perú, lo declaró uno de los productos bandera del Perú el 28 de julio de 2004.

## Taxonomía
Lepidium meyenii fue descrita por Wilhelm Gerhard Walpers y publicado en Novorum Actorum Academiae Caesareae Leopoldinae-Carolinae Naturae Curiosorum 19(1): 249. 1843.
Etimología
Lepidium: nombre genérico que deriva del griego, y significa "pequeña escama", en referencia al tamaño y forma de los frutos (silicuas).
meyenii: epíteto otorgado en honor del botánico Franz Julius Ferdinand Meyen.
Sinonimia
- Lepidium affine Wedd.
- Lepidium gelidum Wedd.
- Lepidium meyenii var. affine Thell.
- Lepidium meyenii var. gelidum (Wedd.) Hosseus
- Lepidium meyenii subsp. gelidum (Wedd.) Thell.
- Lepidium orbignyanum Wedd.
- Lepidium peruvianum G.Chacón
- Lepidium weddellii O.E.Schulz[15]

## Importancia económica y cultural
La maca tiene algunas propiedades alimenticias, se consume de diversas formas y se emplea como alimento tanto fresco como seco. Las raíces se pueden cocer como huatia o también se pueden hervir. Luego, al secarlas y triturarlas, también se pueden incorporar a mazamorras. También es posible fermentarlas para elaborar la chicha de maca.

### Propiedades
La maca posee algunas propiedades medicinales, una de las más popularmente conocidas es la capacidad que posee de mejorar la fertilidad en los animales. Este fenómeno fue observado por los primeros españoles cuando veían que los animales domésticos que llevaban se reproducían a menor velocidad que sus homólogos andinos. Se cuenta que los pobladores aconsejaron añadir maca a los alimentos de los animales, pudiendo comprobar los efectos positivos que ocurrían. Se sabe de su efecto positivo en la espermatogénesis en ratas a grandes altitudes. No obstante se han realizado investigaciones acerca de sus propiedades afrodisiacas comprobándose que no posee efectos sobre los niveles hormonales humanos en períodos de consumo de 12 semanas.
También se le atribuye propiedades benéficas para el sistema nervioso en especial la memoria.

## Cultivo

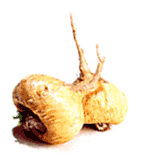

La maca crece en las altas mesetas andinas de Ecuador, Bolivia, 
Chile y Perú en altitudes hasta de 4500 m s.n.m. Se han encontrado evidencias de su cultivo en sitios arqueológicos en cerro de Pasco de hace 2000 años. Hoy su cultivo es masivo en las zonas altas de los Andes boliviano y peruano, habiéndose difundido el consumo en Bolivia y Perú y exportado en diversas presentaciones (harina, cápsulas, etc.), como suplemento alimenticio.